# 出格
出格（しゅっかく、Elative case）とは、「...の中から」を表す格である。ウラル語族のハンガリー語、フィンランド語などにあり、処格（場所格）の1つに数えられる。
フィンランド語、エストニア語では属格語幹にそれぞれ語尾"-sta/-stä"、"-st"を加えた形で表す。ハンガリー語では語尾"-ból/-ből"を用いる。
「家」⇒「家の中から」という変化をそれぞれ示すと、
- フィンランド語"talo"⇒"talosta"（一部方言ではエストニア語に似た"talost"になる）
- エストニア語"maja"⇒"majast"
- ハンガリー語"ház"⇒"házból"